# Thap Than (huyện)
Thap Than (tiếng Thái: ทัพทัน) là một huyện (amphoe) ở phía bắc của Uthai Thani Province, miền nam Thái Lan.
Huyện này được chính thức đưa vào tỉnh Uthai Thani năm 1917.

## Địa lý
Các huyện giáp ranh (từ phía đông nam theo chiều kim đồng hồ) là: Mueang Uthai Thani, Nong Khayang, Nong Chang, Lan Sak, Sawang Arom của tỉnh Uthai Thani và Krok Phra của tỉnh Nakhon Sawan.

## Hành chính
Huyện này được chia thành 10 phó huyện (tambon), các đơn vị này lại được chia ra thành 90 làng (muban). Thị trấn (thesaban tambon) Thap Than covers the tambon Thap Than, Thung Na Thai, Khao Khi Foi và Nong Ya Plong. Thị trấn Taluk Du nằm trên tambon Taluk Du. Có 5 Tổ chức hành chính tambon.
| STT. | Tên             | Tên Thái    | Số làng | Dân số |  |
| ---- | --------------- | ----------- | ------- | ------ |  |
| 1.   | Thap Than       | ทัพทัน        | 8       | 4.355  |  |
| 2.   | Thung Na Thai   | ทุ่งนาไทย     | 7       | 1.597  |  |
| 3.   | Khao Khi Foi    | เขาขี้ฝอย     | 6       | 1.354  |  |
| 4.   | Nong Ya Plong   | หนองหญ้าปล้อง | 6       | 1.671  |  |
| 5.   | Khok Mo         | โคกหม้อ      | 5       | 2.375  |  |
| 6.   | Nong Yai Da     | หนองยายดา   | 8       | 3.131  |  |
| 7.   | Nong Klang Dong | หนองกลางดง  | 11      | 3.073  |  |
| 8.   | Nong Krathum    | หนองกระทุ่ม   | 15      | 7.305  |  |
| 9.   | Nong Sa         | หนองสระ     | 7       | 2.137  |  |
| 10.  | Taluk Du        | ตลุกดู่        | 17      | 11.594 |  |